# Версонне (Эн)
Версонне́ (фр. Versonnex) — коммуна во Франции, находится в регионе Рона — Альпы. Департамент — Эн. Входит в состав кантона Жекс. Округ коммуны — Жекс.
Код INSEE коммуны — 01435.

## География
Коммуна расположена приблизительно в 400 км к юго-востоку от Парижа, в 115 км северо-восточнее Лиона, в 70 км к востоку от Бурк-ан-Бреса.
По территории коммуны протекает небольшая река Удар (фр. Oudar), приток реки Версуа.

## Климат
Климат полуконтинентальный с холодной зимой и тёплым летом. Дожди бывают нечасто, в основном летом.

## Население
Население коммуны на 2010 год составляло 2144 человека.
| 1962 | 1968 | 1975 | 1982 | 1990 | 1999 | 2010 |
| ---- | ---- | ---- | ---- | ---- | ---- | ---- |
| 180  | 161  | 878  | 1118 | 1866 | 1713 | 2144 |

## Администрация
| Период | Период | Фамилия       | Партия | Примечания |
| ------ | ------ | ------------- | ------ | ---------- |
| 1995   | 2008   | Доминик Нуаро |        |            |
| 2008   | 2014   | Франк Хедрих  |        |            |

## Экономика
В 2010 году среди 1422 человек трудоспособного возраста (15—64 лет) 1103 были экономически активными, 319 — неактивными (показатель активности — 77,6 %, в 1999 году было 70,8 %). Из 1103 активных жителей работали 1025 человек (539 мужчин и 486 женщин), безработных было 78 (33 мужчины и 45 женщин). Среди 319 неактивных 125 человек были учениками или студентами, 82 — пенсионерами, 112 были неактивными по другим причинам.

## Фотогалерея

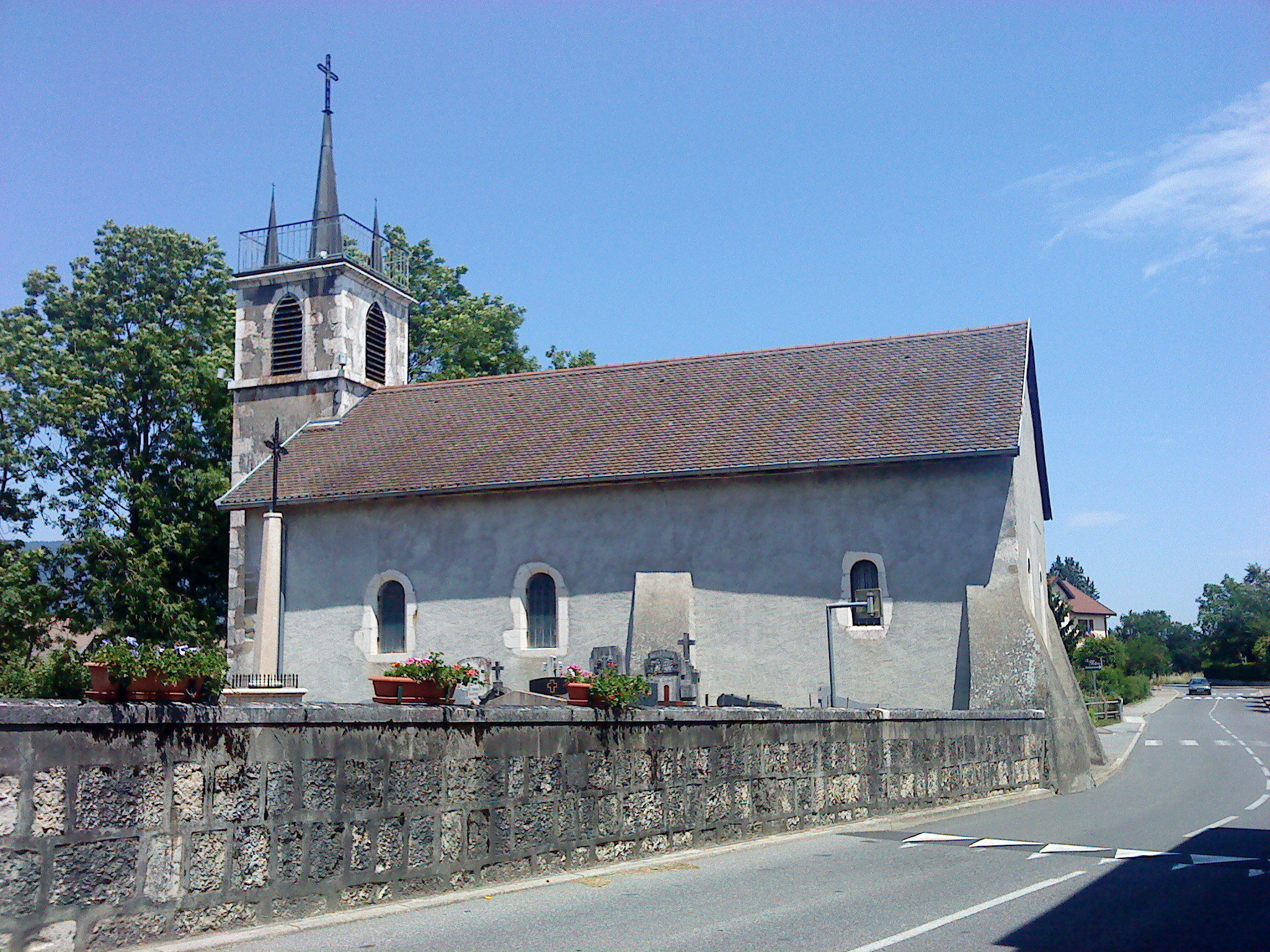
Церковь Св. Мартина
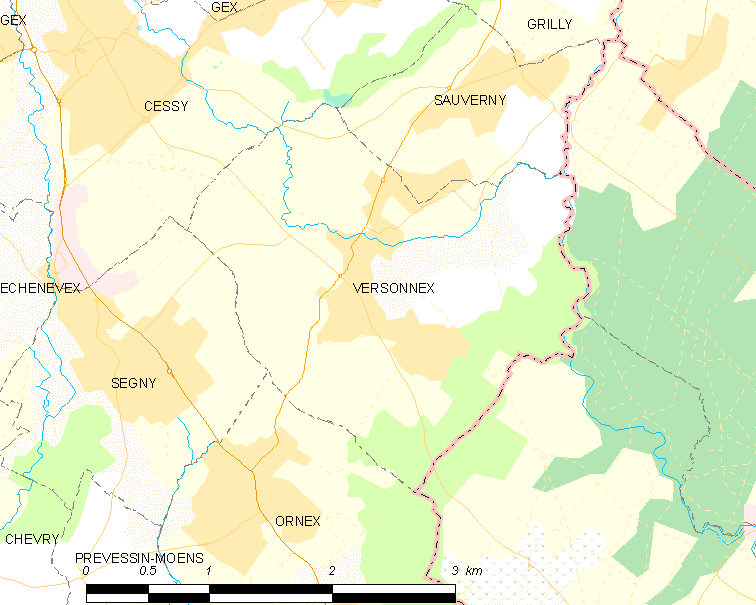
Карта коммуны